# Nicocles bromleyi
Nicocles bromleyi là một loài ruồi trong họ Asilidae. Nicocles bromleyi được Hardy miêu tả năm 1943. Loài này phân bố ở vùng Tân Bắc giới.